# アダマワ州 (ナイジェリア)

アダマワ州
Adamawa
𞤤𞤫𞤴𞤣𞤭 𞤢𞤣𞤢𞤥𞤢𞥄𞤱𞤢州の愛称: 麗しの土地

アダマワ州（アダマワしゅう、英語：Adamawa State、フラニ語：𞤤𞤫𞤴𞤣𞤭 𞤢𞤣𞤢𞤥𞤢𞥄𞤱𞤢）は、ナイジェリアの北東部にある州で、1976年に旧北東州の一部から再編された。1991年にゴンゴラ州（Gongola State）が分割され、南のタラバ州とともに設置された。
「アダマワ」の名は、フラニ族のジハード（en:Fula jihads、1806年 - 1848年）の司令官の一人でアダマワ首長国を建国したモディボ・アダマ師に因む。アダマは多くの領土と部族を征服した。1841年に、彼はベヌエ川のほとりにヨラ（Yola）を建設し、現在アダマワ州の州都となっている。アダマワはイギリスとドイツに分割されたためカメルーンにも同名の州がある。
座標: 北緯9度20分 東経12度30分 / 北緯9.333度 東経12.500度